# Kisboldogasszony-templom (Görcsöny)
A görcsönyi római katolikus templom klasszicizáló késő barokk stílusban épült 1812-ben. Berendezési tárgyai közül a szenteltvíztartó török mosómedence volt, Szent Péter és Pál szobrok a barokk korban készültek a 18. században, a pécsi székesegyházból kerültek ide, a szószék 1812-ből való. Freskóit Gebauer Ernő készítette. Az 5801-es út mellett álló épület műemlék jellegű védelem alatt áll.

## Története és nevezetességei
A templomot Mihalovics József Mátyás kegyúr, görcsönyi földbirtokos emeltette 1805-1812-ben az Árpád-kori Kisboldogasszony-templom helyett. A régi templom a falu szélén a baksai út mentén állott, a török időkben a teteje tönkrement, 1713-ban az akkori birtokosok, a jezsuiták (akiknek a rendházuk a későbbi grófi kastély, a mai szociális otthon alapját képezte) egészen helyrehozták, utánuk azonban az államkincstár annyira elhanyagolta, hogy már nem lehetett megmenteni, újat kellett építeni. A templom méretei: hossza: 35 méter, szélessége: 12,5 méter, magassága: 14 méter, a torony magassága: 45,5 méter.
A templom berendezése időközben sokat változott. Kezdetben falai, mennyezete fehérre voltak meszelve. Főoltára márványból készült. A főoltárkép 1880-ból Graits Endre pécsi festő műve: Szűz Mária születése. Igen értékes a Jézus Szíve oltár feletti "Keresztről levétel" kép, melyet a híres osztrák művész, Dorfmeister alkotásának tartanak, bár a régi följegyzés szerint a művész aláírását - oktalan módon - levágták a bekeretezéskor. Ezt a képet a jelen század elején a pécsi püspök 2400 koronáért megvette volna, és másolatot készíttetett volna róla a görcsönyi templomnak, de az akkori plébános nem mondott le róla. A két másik nagy olajkép a bécsi Atzker festőművész alkotása. Jelentős esemény volt a templom történetében I. Ferenc József császár és király látogatása, aki az 1901-es hadgyakorlat alkalmával a kegyúrnál vendégeskedett. Erre az alkalomra Hetyey Sámuel pécsi püspök segítségével a templomot újabb berendezési tárgyakkal látták el, például új padok a híveknek, szőnyegek, új ablakok. Ekkor készült a gyönyörű kegyúri pad és a jelenleg papi széknek szolgáló királyi trónus is. A régi feljegyzések név szerint említik azokat a jótevőket, akik a templom számára egy-egy szobrot, keresztúti stációképet stb. adományoztak. A villanylámpával először 1928. augusztus 8-án világítottak a templomban.
Új fejezetet jelent a templom történetében Molnár József plébános működése. Beteges fiatalemberként vette át a szolgálatot 1939-ben. Az első dolga volt a templom felújítása. Ekkor kapta a templom a mai díszes kifestését (Vass Bertalan munkája)
A szentély angyalos freskóját és a diadalív freskóját Gebauer Ernő, ismert pécsi templomfestő készítette. A freskón jobbról ábrázolta a fiatal plébánost, aki feljegyzésében megemlíti, hogy ő akkor is gyomorvérzéssel kórházban feküdt és a halálát várták. Tudtán kívül így akarták emlékét megörökíteni. Hála Istennek, fölépült, és 35 éven át szolgált itt, 1974-ben bekövetkezett haláláig. Emléktábla tanúsítja hívei hálás szeretetét. Ő készíttette el Szent Anna és Szent József oltárképeit 1972-ben. De a legfontosabb, ami az ő nevéhez fűződik: ekkor fedezik fel a Vérző Szűzanya-kép másolatát, restauráltatják, és 1959-ben oltárra helyezik a templomhajóban. Ettől kezdve Görcsöny, amely már 1345-től Mária-kegyhely volt (a török időkig), ismét, új alapon búcsújáró hellyé lépett elő. Jóllehet látványos csodák nem, de imameghallgatások történtek e szent helyen. Molnár plébános örömére a templom kapott az olaszországi Réből, az eredeti kegyhelyről ereklyét; egy kis darabkát abból a kendőből, amellyel felitatták Re-ben a csodálatosan vérző Mária-freskó illatozó vérét. Ez most a kegytemplom legnagyobb lelki kincse. A kegyoltár 1950-ig a pécsi Megyei Kórház kápolnájában állott, és amikor a török eredetű kápolnát mint dzsámit múzeummá alakították át, keresztény berendezését Görcsöny és Regenye kapta. Pécsi eredetű Szent Péter és Szent Pál szobra, valamint Szent János és Szent Mária Magdolna szobrocskája, melyeket a székesegyház múlt századi renoválásakor adtak a görcsönyi templomnak. Nevezetes még az Árpád-kori templomból megőrzött ősi keresztkút, valamint a török időkből maradt szenteltvíztartó, mely valaha a mohamedánok rituális mosakodására szolgált.
A templom bejáratánál szép Zsolnay feszület és Görcsöny mezőváros hajdani címere, a pelikán, az emberszerető Jézus jelképe fogad. A templomot 1979-ben külsőleg felújították, 1981-ben a padok fűtése, a következő évben pedig a templomi hangosítás készült el. 1987-ben a világítást modernizálták, a harangok működését automatizálták, belsőleg új festést kapott. 1998-ban a templomtorony lett renoválva, lefestve. 2003 őszén lett elkezdve a templom statikájának megerősítése és a tetőszerkezet teljes felújítása.

## A plébánia lelkipásztorai
- 1332 János pap
- 1333 Endus pap, Gydus pap
- 1334 Pál pap
- 1335 Sudre vikárius
- 1411 Orbán pap
- 1542 György pap, Fábián és Lőrinc káplánok
- 1629 Heredes István licenciátus
- 1713 Csöpinczki József Sebestyén
- 1721 Csanthaly András
- 1729 Skutelli András
- 1731 Tarjáni Mátyás
- 1761 Beke Sándor
- 1773 Dienes István
- 1775 Wlasits József
- 1777 Német József
- 1790 Temesvári Mikolics Ádám
- 1805 Vörös József
- 1806 Mestrovics József
- 1817 Drenovics Ignác József
- 1831 Bertalan Zsigmond
- 1848 Jurics Flórián
- 1874 Szauter Antal
- 1903 Dr. Hirling Antal
- 1906 Horacsek Endre
- 1939 Molnár József
- 1974 Lőrincz Sándor
- 1977 Máthé Tibor
- 1984 Bán Zoltán
- 1988 Juhász Tibor
- 1993 Kövesi Ferenc
- 1996 Horváth Sándor
- 2004-2009 Hegyháti Tibor